# منظم ضربات القلب المنتبذ
منظم ضربات القلب المنتبذ (بالإنجليزية: ectopic pacemaker)‏ أو البؤرة المنتبذة (بالإنجليزية: ectopic focus)‏ مصطلح يُشير لمجموعة من الخلايا المثارة والتي تتسبب في إحداث ضربات قلبية سابقة لأوانها خارجة عن نطاق الضربات الطبيعية التي تنظمها العقدة الجيبية الأذينية. وبالتالي تعمل هذه الخلايا كمنظم ضربات القلب الطبيعي منتبذ، مما ينتج عنه نبض منتبذ.
عندما يحدث المرض بشكل حاد فإنه عادة ما يكون غير مهدد للحياة، ولكن عندما يصبح مزمن فإنه يمكن أن يتسبب في تسرع القلب، بطء القلب أو الرجفان البطيني.

## الفيسيولوجيا
قد تقع البؤر المنتبذة ضمن أي جزء من أجزاء نظام التوصيل الكهربائي للقلب أو ضمن الخلايا العضلية في الأذينين أو البطينين. يحدث انقباض قلبي سابق لأوانه عندما يأتي التنبيه من البؤر المنتبذة. لن يتبع الانقباض المبكر المسار الطبيعي لانتقال الإشارة، وقد يمنع القلب من اتباع التنبيه الطبيعي التالي القادم من العقدة الجيبية الأذينية. يختلف تأثير البؤرة المنتبذة على العقدة الجيبية الأذينية وإيقاعها باختلاف موقعها. تسمى البؤر المنتبذة الموجودة في الأذين بالبؤر الأذينية، وقد تسبب تسرع في انقباض الأذين. تسمى البؤر المنتبذة الموجودة بالقرب من العقدة الأذينية البطينية والحاجز الأذيني البطيني بالبؤر الوصلية، وتسمى البؤرة الموجودة في البطينين بالبؤر البطينية. قد تقع البؤر المنتبذة الأخرى داخل جدران الأوردة الرئوية والصدرية.

## التشخيص
يظهر مخطط كهربائية القلب مركب كيو آر إس شاذ مع غياب الموجة بي في حال كانت البؤرة المنتبذة بطينية. يظهر ذلك كنبضة غائبة على مخطط كهربائية القلب، وقد يشعر المريض بغياب إحدى الضربات أيضًا. قد تكون الموجة المدورة بي مقلوبة أو مؤنفة في حالك كانت البؤرة المنتبذة أذينية. ومع ذلك، يبقى مركب كيو آر إس والموجة تي طبيعية نسبيًا في البؤر الأذينية. على العكس من ذلك، تغيب الموجة بي أو تندمج مع مركب كيو آر إس في البؤر الوصلية.